# Estevan da Guarda
Estevan da Guarda fue un trovador portugués del siglo XIV. Es uno de los últimos trovadores de la lírica gallego-portuguesa.

## Biografía
Nació en la localidad portuguesa de Guarda hacia el año 1280. Está presente en la corte de Don Dinís entre 1299 y 1325, al principio como escribano y asumiendo más cargos a partir de 1314, su cercanía con el rey le propició numerosas donaciones reales, llegando a acumular una fortuna. A partir de la muerte de Don Dinís va perdiendo protagonismo en la corte aunque conservaba el cargo de consejero real. Es posible que participase en la recopilación de cantigas del conde de Barcelos. La mayoría de sus composiciones son posteriores a 1325 y relacionadas con la corte de Alfonso IV y el conde de Barcelos.
Su muerte se estima sobre 1364, ya en tiempos del rey Don Pedro I, y fue sepultado en el monasterio de Sao Vicente de Fora.

## Obra
Se conservan 36 obras: 27 cantigas de escarnio y maldecir, 6 cantigas de amor, 2 cantigas de amigo y una tensón. El otro autor de la tensón es un Don Josep, un judío que probablemente fuese un alto funcionario de Don Dinís.